# Hylopetes nigripes
Hylopetes nigripes е вид бозайник от семейство Катерицови (Sciuridae). Видът е почти застрашен от изчезване.

## Разпространение
Видът е ендемичен за Филипините.